# Scende la neve/Boniday
Scende la neve/Boniday è un singolo del cantautore Gianni Davoli pubblicato nel 1986.

## Descrizione
Il disco (pubblicato nel 1986 con la casa discografica Centotre) contiene due canzoni. La seconda traccia intitolata Boniday è stata scritta e composto dallo stesso Davoli insieme a Fabrizio Moro e anche se è intitolata in inglese, è cantata in italiano (così come il testo è in italiano).

## Tracce
1. Scende la neve - 2:40 (G.Davoli, S.Longo)
2. Boniday - 2:26 (G.Davoli, F.Moro)